# Coulonges-sur-Sarthe
Coulonges-sur-Sarthe is een gemeente in het Franse departement Orne (regio Normandië) en telt 473 inwoners (2005). De plaats maakt deel uit van het arrondissement Alençon.

## Geografie
De oppervlakte van Coulonges-sur-Sarthe bedraagt 9,8 km², de bevolkingsdichtheid is 48,3 inwoners per km².
De onderstaande kaart toont de ligging van Coulonges-sur-Sarthe met de belangrijkste infrastructuur en aangrenzende gemeenten.

## Demografie
Onderstaande figuur toont het verloop van het inwonertal (bron: INSEE-tellingen).